# Ślęża
För floden, se Ślęza.
Ślęża [ˈɕlɛ̃ʐa] eller Sobótka, tyska: Zobtenberg, silesiska: Ślynża, är ett 718 meter högt berg i sydvästra Polen och den högsta toppen i Ślężamassivet. Den näst högsta toppen är Radunia, och topparna skiljs åt av bäcken Sulistrowicki potok.
Berget ligger omkring 35 kilometer sydväst om Wrocław, nära staden Sobótka i Nedre Schlesiens vojvodskap, och är ett av vojvodskapets mest kända landmärken. Bergsmassivet avgränsas av floderna Ślęza och Bystrzyca Świdnickas floddalar, och mäter omkring 10 gånger 6 kilometer i nord-sydlig respektive öst-västlig riktning.

## Historia

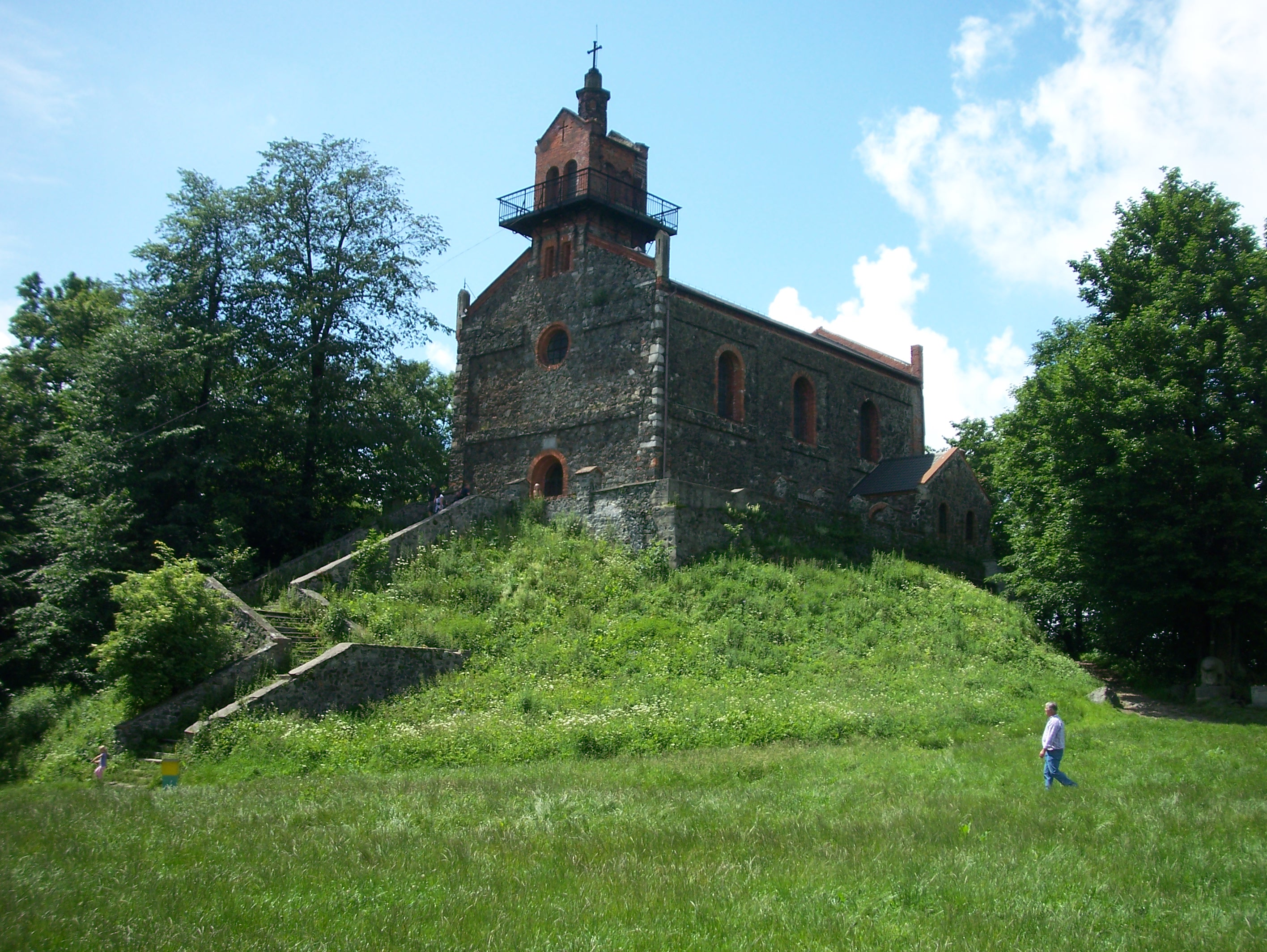
Kapellet vid toppen.

På bergets topp fanns under förhistorisk tid en kultplats, troligen grundlagd under bronsåldern. Platsen har identifieras som det germanska gudaparet Alcis offerlund som beskrevs av Tacitus i De origine et situ Germanorum år 98 e.Kr. Thietmar av Merseburg beskriver ett berg, som identifierats som Ślęża, som plats för en tidigare hednisk helgedom som givit namn åt trakten. Omkring bergets topp finns bevarade stenskulpturer från förkristen, troligen keltisk tid; en jungfru med en fisk, en björn och en galt, utsmyckade med solsymbolen swastika. År 1148 omnämns berget som mons silecii.
Under mitten av 1200-talet fanns en borg på toppen av berget som förstördes efter 1296. En efterföljande borg, uppförd omkring 1350, förstördes 1471 av staden Breslau. År 1494 övergick berget i augustinerklostret i Breslaus ägo, som lät uppföra ett vallfartskapell på toppen. Ett nytt kapell uppfördes 1698-1702. Efter ett blixtnedslag 1834 uppfördes ett nytt kapell 1851-1852. Platsen föreslogs som plats för ett monument av Gebhard Leberecht von Blücher under 1800-talet, men planerna realiserades aldrig. År 1949 skadades åter kapellet genom ett blixtnedslag.

## Turism
Ślęża är ett populärt vandringsturistmål och toppen kan nås till fots från Tapadlastugan väster om toppen eller från Sobótkas järnvägsstation. I Sobótka finns även bergmuseet. På den sydöstra sluttningen ligger de mindre turistorterna Sulistrowiczki och Sulistrowice, och i närheten finns även en mindre skidbacke med lift.

## Gruvdrift
Söder om Radunia bröts tidigare serpentin och krom. Rester av gruvorna finns fortfarande kvar överväxta av skogen. På västsluttningen bryts granit i dagbrott som används som byggmaterial.

## TV-mast
På toppen finns sedan 1958 en sändarmast för FM-radio och TV. Den nuvarande masten uppfördes 1972 och är 136 meter hög.